# 마스다 슌지
마스다 슌지(일본어: 増田 隼司, 1998년 8월 13일~)는 일본의 축구 선수이다.

## 구단 경력
그는 2021년 J3리그의 이와테 그루자 모리오카에 입단했다. 2021년 J3리그 준우승으로 J2리그로 승격했다. 2022년후 J3리그에 강등했다. 2023년까지 41경기에 출전하여, 1득점을 넣었다. 2023년 8월 SC 사가미하라로 이적했다. 2024년 FC 오사카로 이적했다.